# Nasser Nasrallah
Pour les articles homonymes, voir Nasrallah (homonymie).
Nasser Nasrallah (né en 1940) est un homme politique libanais. De 2005 à 2009, il fut membre de la Chambre des députés libanaise.